# Zvjerinac
 (avril 2011).
Si vous disposez d'ouvrages ou d'articles de référence ou si vous connaissez des sites web de qualité traitant du thème abordé ici, merci de compléter l'article en donnant les références utiles à sa vérifiabilité et en les liant à la section « Notes et références ».
Zvjerinac est un village situé dans le comitat de Šibenik-Knin, en Croatie. Le village est habité par des Serbes et comptait 70 habitants au recensement de 2001.